# Silla Scaranzin
Silla Scaranzin (Milano, 9 novembre 1962) è un ex cestista italiano.

## Carriera
Dopo un anno in serie B con la Pallacanestro Trapani, approda direttamente in A1 con l'Indesit Caserta di Bogdan Tanjević ed Oscar Schmidt. Gioca ancora un anno in serie A a Brescia, allenato da Fabio Fossati. Poi scende in B1 a Roseto, dove sotto la guida tecnica di Domenico Sorgentone disputa i due migliori campionati della sua carriera (1988-89 e 1989-90).